# Liste des sénateurs belges (législature 1999-2003)
Pour les articles homonymes, voir Liste des sénateurs belges.
Liste des sénateurs pour la législature 1999-2003 en Belgique, par ordre alphabétique.

## Sénateurs de droit
- Philippe de Belgique
- Astrid de Belgique
- Laurent de Belgique, depuis le 31 mai 2000

## Président
- Armand De Decker (MR)

## Sénateurs élus directs

### Collège néerlandophone (25)
1. Yves Buysse (8.03.01) en remplacement de Roeland Raes(VB)
2. Jurgen Ceder (VB)
3. Marcel Colla (SP)
4. Sabine de Bethune (CVP)
5. Jean-Marie Dedecker (VLD)
6. Paul De Grauwe (VLD)
7. Jacinta De Roeck (SP)
8. Jacques D'Hooghe (2001) en remplacement de Réginald Moreels[1] (CVP)
9. André Geens en remplacement de Marc Verwilghen[2] (VLD)
10. Meryem Kaçar (AGALEV)
11. Theo Kelchtermans (CVP)
12. Jeannine Leduc (VLD)
13. Frans Lozie (AGALEV)
14. Guy Moens (SP)
15. Jan Steverlynck (2001) en remplacement de Jean-Luc Dehaene[1] (CVP)
16. Martine Taelman (VLD)
17. Erika Thijs (CVP)
18. Louis Tobback (SP)
19. Hugo Vandenberghe (CVP)
20. Patrik Vankrunkelsven (VLD)
21. Myriam Vanlerberghe (SP)
22. Vincent Van Quickenborne (VU)
23. Iris Van Riet en remplacement de Guy Verhofstadt[2] (VLD)
24. Gerda Van Steenberge (VB)
25. Wim Verreycken (VB)

### Collège francophone (15)
1. Michel Barbeaux (2000) en remplacement de Philippe Maystadt[1] (PSC)
2. Philippe Bodson (MR)
3. Christine Cornet d'Elzius en remplacement de Louis Michel[2] (MR)
4. Georges Dallemagne (PSC)
5. Alain Destexhe (MR)
6. Nathalie de T' Serclaes (MR)
7. Josy Dubié (ECOLO)
8. Jean-Marie Happart (PS)
9. Anne-Marie Lizin (PS)
10. Philippe Mahoux (PS)
11. Philippe Monfils (MR)
12. Jacky Morael (ECOLO)
13. Philippe Moureaux (PS)
14. Marie Nagy (ECOLO)
15. Magdeleine Willame-Boonen (PSC)

## Sénateurs de Communauté (21)

### Communauté flamande (10)
1. Ludwig Caluwé (CVP)
2. Jacques Devolder (VLD)
3. Johan Malcorps en remplacement de Vera Dua[2](AGALEV)
4. Didier Ramoudt (VLD)
5. Jacques Timmermans (2001) en remplacement de Chokri Mahassine (SP)
6. Luc Van den Brande (1999) en remplacement de Carl Decaluwé (CVP)
7. Chris Vandenbroeke (VU)
8. Joris Van Hauthem (VB)
9. Ingrid van Kessel (CVP)
10. Paul Wille (VLD)

### Communauté française (10)
1. Sfia Bouarfa en remplacement (16 mai 2001) de Mohammed Daif (PS)
2. Marcel Cheron (ECOLO)
3. Olivier de Clippele (MR)
4. Armand De Decker (MR)
5. Paul Galand (ECOLO)
6. Michel Guilbert (2002) en remplacement de Marc Hordies[1](ECOLO)
7. Jean-François Istasse (PS)
8. Francis Poty (PS)
9. François Roelants du Vivier (2000) en remplacement d'Alain Zenner[2](MR)
10. Christian Brotcorne (12.6.2003) remplace René Thissen (PSC)

### Communauté germanophone
1. Louis Siquet (PS)

## Sénateurs cooptés (10)

### groupe néerlandophone (6)
1. Frank Creyelman (VB)
2. Mia De Schamphelaere (CVP)
3. Mimi Kestelijn-Sierens (VLD)
4. Michiel Maertens (AGALEV)
5. Fatma Pehlivan (2001) en remplacement de Kathy Lindekens (SP)
6. Jan Remans (VLD)

### groupe francophone (4)
1. Jean Cornil (2001) en remplacement de Jacques Santkin[1] (PS)
2. Marie-José Laloy (PS)
3. Jean-Pierre Malmendier (MR)
4. Clotilde Nyssens (PSC)